# Конституция Мальдив
Конституция Мальдивской Республики — основной закон Мальдив. Действующая Конституция Мальдивской Республики была утверждена Президентом Мальдив Момун Абдул Гаюмом 7 августа 2008 года и сменила тем самым предыдущую Конституцию 1998 года. Нынешняя Конституция является двенадцатой по счету официальной Конституцией государства.

## История

### Конституции султаната Мальдивы и Первой Республики
Во время правления Мухаммеда Шамсуддина III в 1932 году была принята первая письменная Конституция, которая была основана на традициях управления, которые использовались уже несколько веков. В результате различных политических изменений в стране до получения независимости от Великобритании в 1965 году было принято 8 различных Конституций.

### Конституции Второй Республики Мальдивы
11 ноября 1968 года первый Президент Второй Республики Ибрагим Насир утвердил новую Конституцию, в которую были внесены изменения в 1970, 1972 и 1975 годах.
Его преемник Момун Абдул Гаюм в 1998 году утвердил еще одну Конституцию, которая действовала вплоть до утверждения нынешней.
В 2008 году была написана ныне действующая Конституция, которая была подписана только что избранным Президентом Мохамедом Нашидом.

## Текст Конституции
- Constitution of the Maldives (англ.)